# Język makaa
Język makaa – język z rodziny bantu, z podgrupy maka-njem, używany w Kamerunie, ok. 80 tysięcy mówiących. Występuje głównie we wschodnim Kamerunie, w okręgach Messamena, Abong-Mbang, Doume, Nguelemendouka.
Alternatywne nazwy to: mekaa, makaa południowy, makaa południowy. 